# 防霜ファン

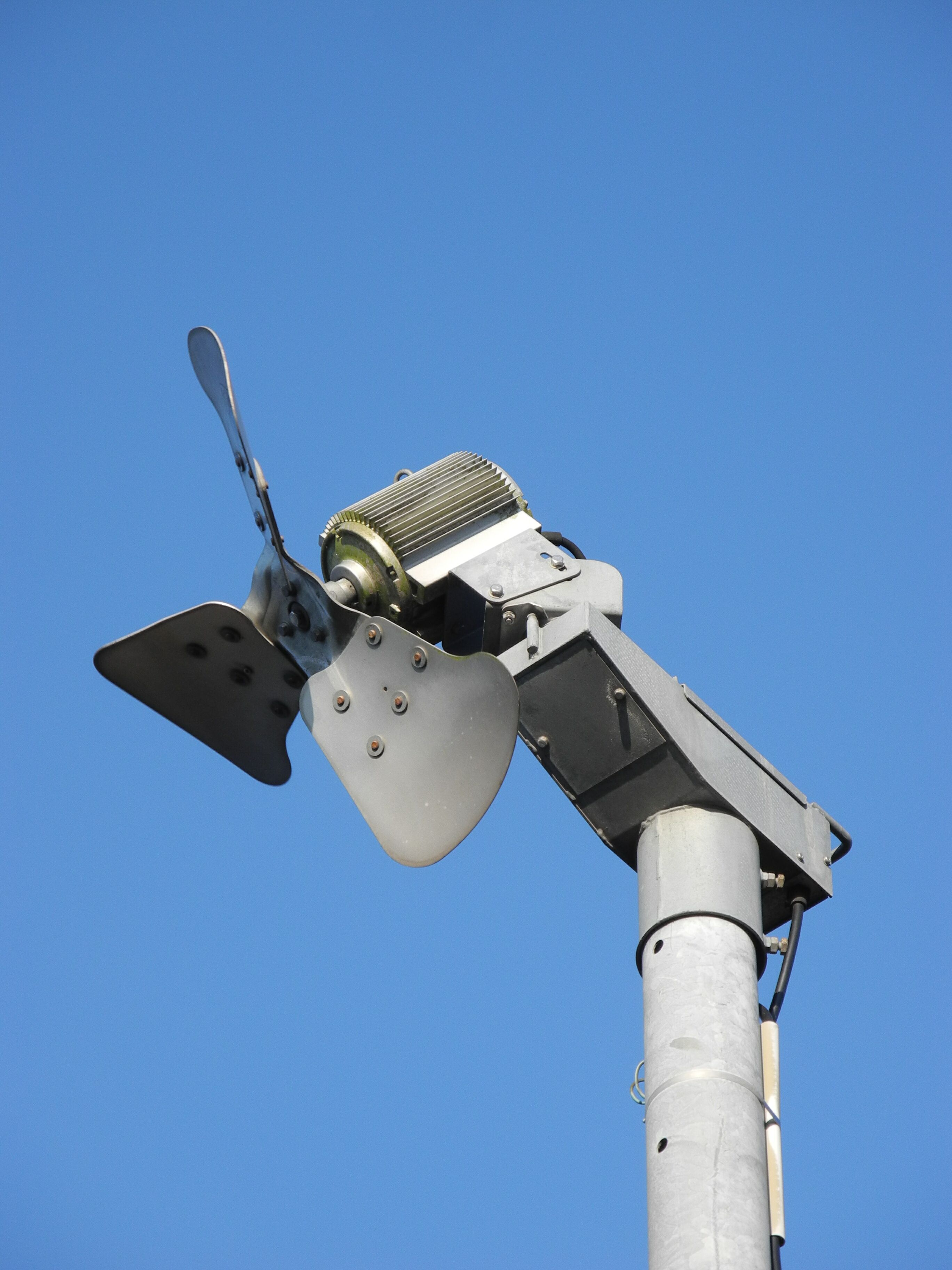
防霜ファン

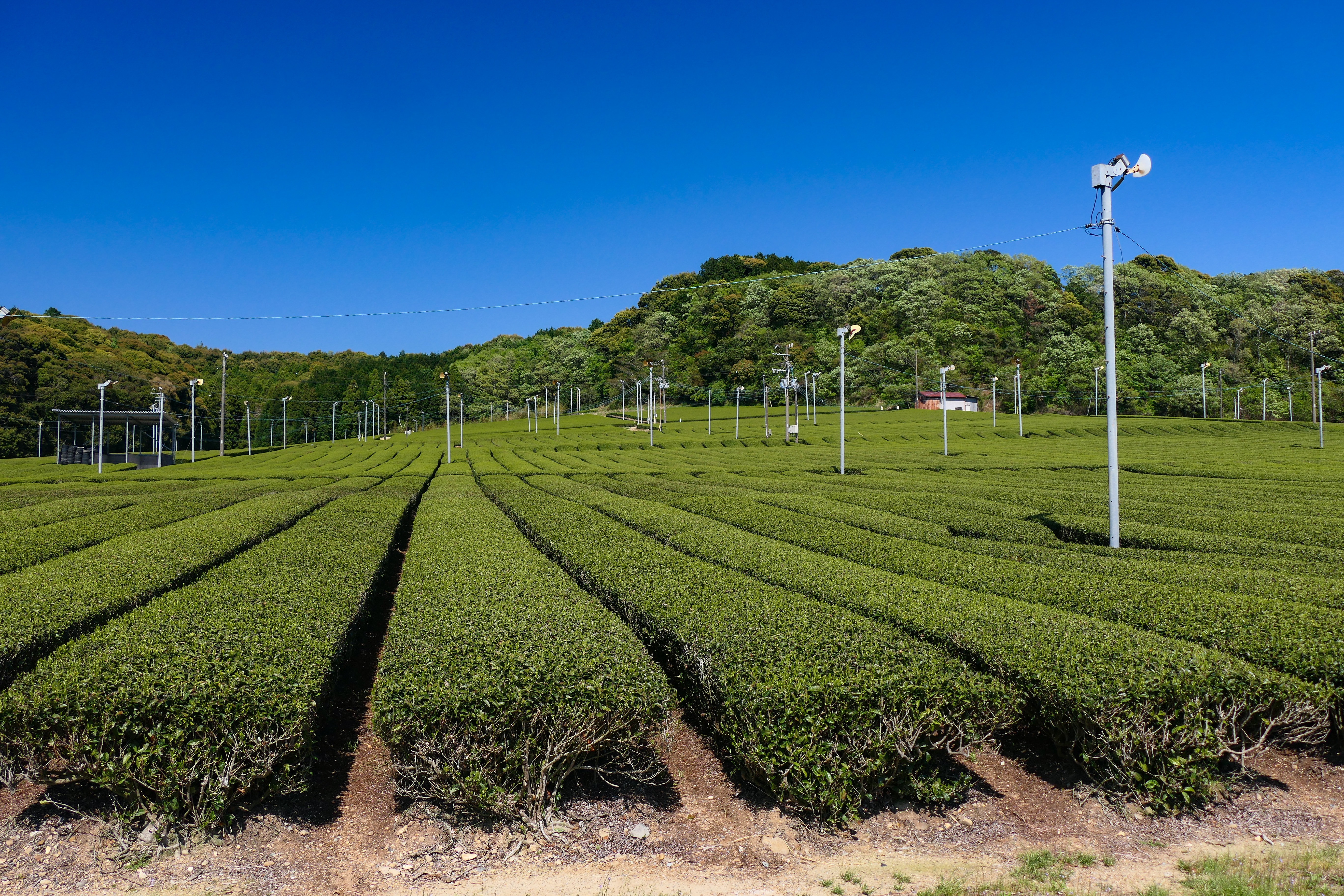
茶畑に立つ防霜ファン（静岡県袋井市）

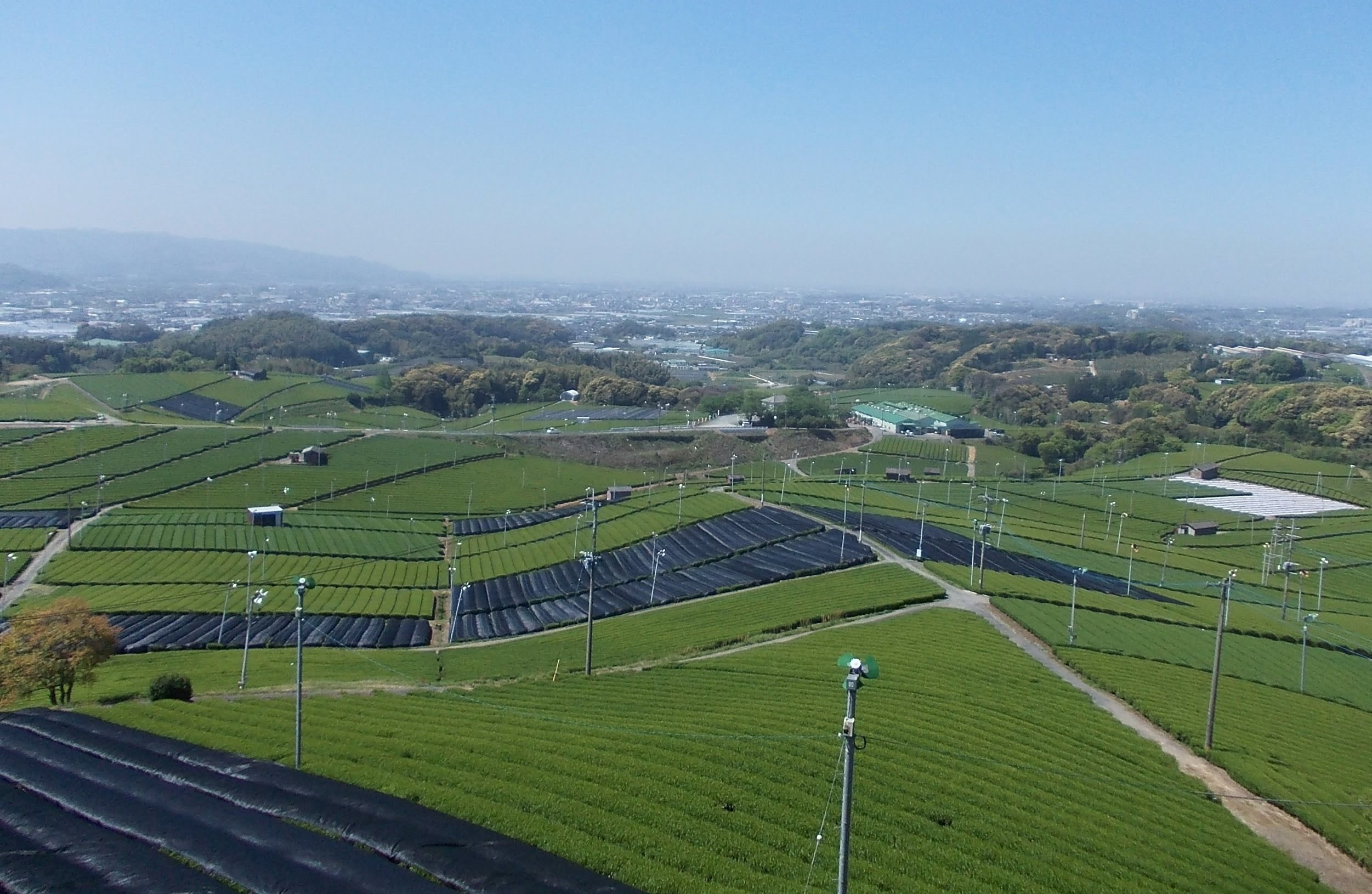
広い茶畑にくまなく配置されている（福岡県八女市）

防霜ファン（ぼうそうファン）は、農作物に霜の被害（霜害）が及ぶことを防ぐ目的で設置される送風機。おもに茶園や果樹園で使用される。防霜用ウィンドマシーンともいう。

## 構造
高さ5メートル (m)程度の金属ポールまたはコンクリート柱の上部に斜め下方に向けて設置した大型の送風機と、これを制御・駆動するコントローラーユニットを組み合わせたものである。羽根の枚数は3枚のものが多く、大きな扇風機が取り付けられているように見える。
コントローラーは、温度センサー、タイマー、強制駆動スイッチの3つを備えているものが多く、気温が設定温度を下回った場合、あらかじめ指定した時刻になった場合、その他任意のタイミングでファンを駆動させることができる。
上記は数馬力の小型ファンの例で、日本で多く使用されている。世界では数十馬力から数百馬力の大型ファンの使用例がある。ただし、出力に比例して騒音も大きくなる。首振りを上下左右に立体的に行う機種もある。

## 原理
その外観から、農作物を冷やすために使われると思われがちであるが、地表付近を冷え込みを抑えるために使う。
霜が発生するときはたいてい放射冷却が起き、冷たい地表に空気が冷やされ、高度とともに気温が上がる逆転層が地表付近の低高度に生じている（接地逆転層）。送風機で高所から風を送ることで、相対的に暖かい空気を地表に送り混合させ、地表付近の冷え込みが緩和される。また、弱風のときに葉の周囲で空気が淀む境界層（葉面境界層）で低温が生じるが、これを防ぐ効果もある。
防霜ファンのような送風による防霜効果は、風が弱いときほど有効で、風が強い時は効果が乏しい。冷え込みが強く地上6 - 9 mの気温が-2℃以下になる場合は霜を防ぎきれないとされている。
2キロワット(kW)のファン1基につき防霜効果の有効面積は800平方メートル(m2)程度である。茶畑ではこのような小型ファンを多数設置する。
日本では茶畑でよく導入され、リンゴやブドウの果樹園にもみられる。日本の茶畑面積約5万ヘクタール(ha)のうち約3万haが霜害を受ける可能性のある地域だが、防霜ファンが導入されている面積は約2万haに及ぶ（2001年時点）。
春が収穫時期の茶は霜害を受けると品質が大きく低下するように、特に春先に多い新芽の時期の作物は霜の害を受けやすいため、防霜ファンはよく使用される。
防霜ファンのみでは対応できないほど冷え込む場合はビニールシートなどを併用する。
日本で普及しているタイプの防霜ファンは、三重県農業技術センターの茶業センターにて横山俊祐らにより1971年（昭和46年）に開発された。